# Camille Huysmans
Jean Joseph Camille Huysmans, född 26 maj 1871 i Bilzen i Limburg som Camiel Hansen, död 23 februari 1968 i Antwerpen, var en belgisk, socialistisk, politiker.

## Biografi
Huysmans gick med i Belgiska Arbetarepartiet (Belgische Werkliedenpartij) i unga år, studerade tysk filologi vid universitetet i Liège och arbetade som lärare samtidigt som han var doktorand i tysk filologi. Han var professor i germansk filologi i Yperen och senare i Bryssel. Han var därefter journalist i flera socialistiska tidskrifter (bland annat Le peuple i Bryssel) till 1904, och därefter aktiv i fackföreningsrörelsen.
Från 1905 till 1922 var Huysmans generalsekreterare i Andra internationalen. I denna roll hade han många kontakter med Sun Yat-sen, ledaren för den första kinesiska revolutionen 1911. Han korresponderade också med Vladimir Lenin från 1905 till 1914; breven publicerads 1963. När första världskriget bröt ut flyttade internationalens sekretariat från Bryssel till Haag, och Huysmans verkade hela tiden för att krigets nationella motsättningar inte skulle sätta stopp för arbetarpartiernas internationella gemenskap. Våren 1917 utfärdade han, efter initiativ från styrelsen för Nederländernas socialdemokratiska parti, en kallelse till en internationell socialistisk kongress i Stockholm under sommaren samma år för att dra upp ett allmänt socialistiskt fredsprogram.
1925–1926 var Huygsman undervisningsminister och 1936 blev han deputerandekammarens president.
Huysmans var aktiv för flamländarnas sak. Bland annat lämnade han 1911 ett förslag att nederländska skulle användas som undervisningsspråk vid universitetet i Ghent. Förslaget hade utformats av Lodewijk De Raet och hade även stöd av katoliken Frans Van Cauwelaert och Louis Franck.
Han var borgmästare i Antwerpen 1933-1940 och 1944-1946. Under andra världskriget flydde han till London. 3 augusti 1946 blev han Belgiens 34:e premiärminister, i ledningen för en regering bestående av socialister, liberaler och kommunister. Då regeringen inte hade en tillräcklig majoritet blev den inte så långvarig, utan avgick 20 mars 1947. I nästa regering blev Huysmans utbildningsminister.
Huysmans räknades som en vän av det judiska folket och den sionistiska rörelsen, och några platser i Israel är uppkallade efter honom.
Kommendör med stora korset av Kungl. Svenska Nordstjärneorden 1937.